# Lizy
Ne doit pas être confondu avec la commune de Lizy-sur-Ourcq, dans le département de Seine-et-Marne
Lizy est une ancienne commune française, située dans le département de l'Aisne, en région Hauts-de-France.
Elle a fusionné le 1er janvier 2019 avec Anizy-le-Château et Faucoucourt pour former la commune nouvelle d'Anizy-le-Grand, dont elle est une commune déléguée.

## Géographie

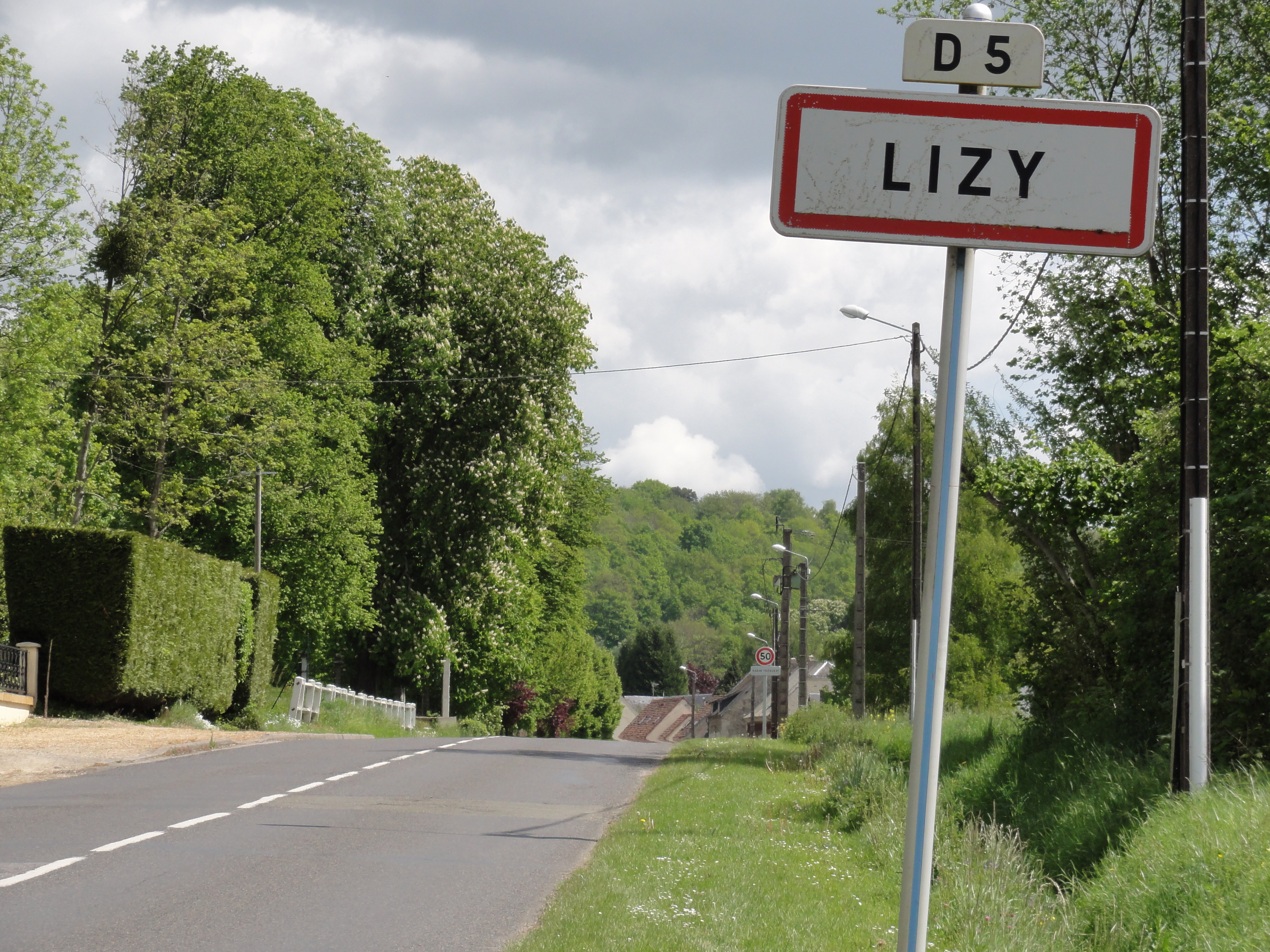
Entrée de Lizy.

### Localisation
Lizy est un village rural situé  au centre-ouest du département de l'Aisne.

### Communes limitrophes
Avant la fusion de 2019, Lizy était limitrophe des communes suivantes

### Hydrographie

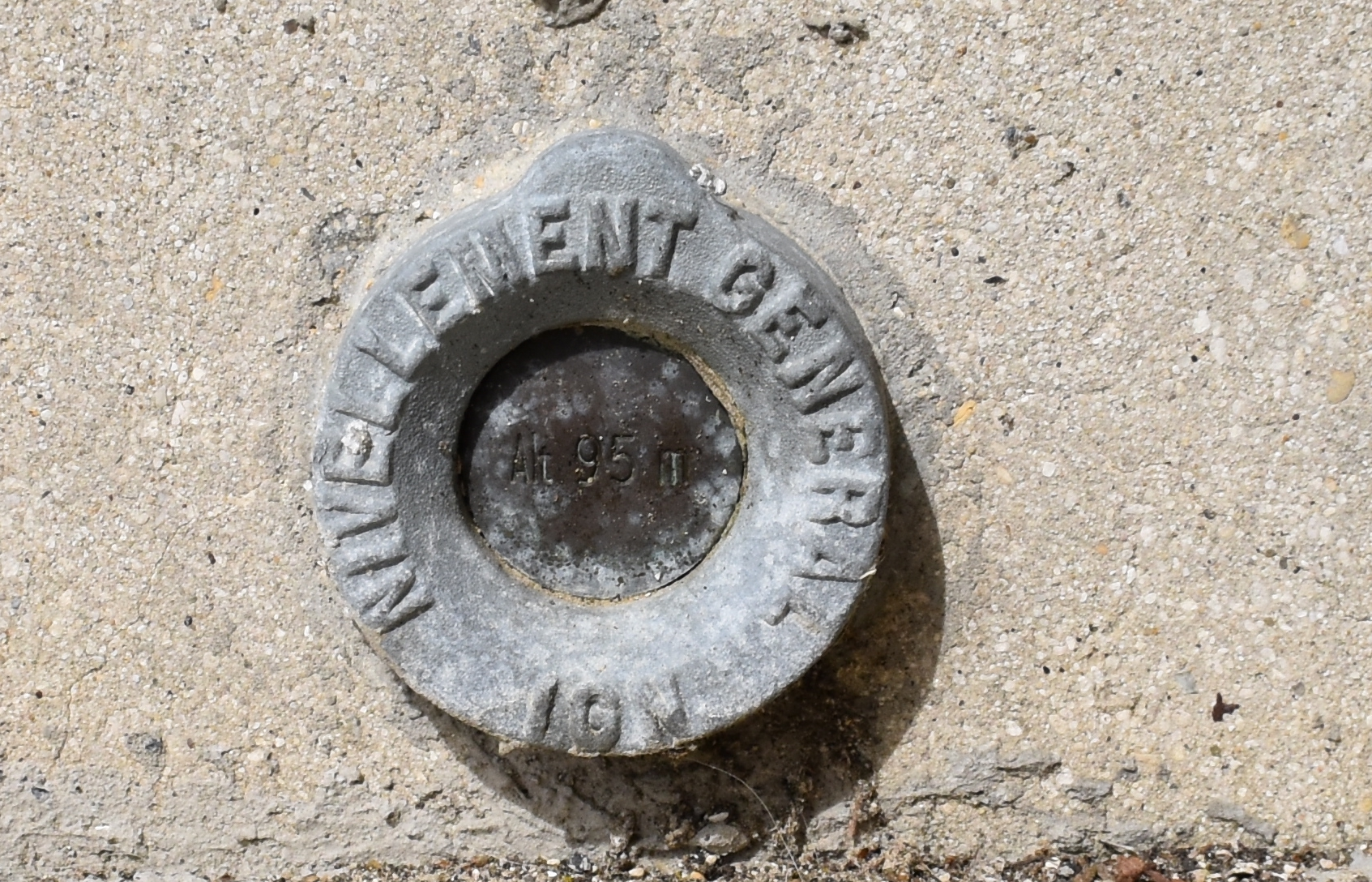
Borne de nivellement sur le mur de l'église - Altitude 95 m.

Lizy est limitée au sud par l'Ailette, affluent du fleuve côtier la Somme, et le canal de l'Oise à l'Aisne. Des étangs et le Fossé du Marais, un ruisseau, se trouvent à l'ouest du territoire.

## Toponymie
Le nom de la localité est attesté sous les formes Lisi (1122) ; Leziacus (1202) ; Lisiacus (1212) ; Lizi (1220) ; Lysiacus (XIIIe siècle) ; Lisy, Lizyacus (1340) ; Leizy (1568).

## Histoire
Première Guerre mondiale
Le village est considéré comme détruit à la fin de la guerre et a  été décoré de la Croix de guerre 1914-1918, le 17 octobre 1920.
Fusion de communes
Une réflexion a été engagée début 2018 par le maire d'Anizy-le-Château en vue de la fusion de sa commune avec Pinon, dont elle est séparée par l'Ailette. Les communes de Faucoucourt et de Lizy se sont jointes à cette réflexion, et Pinon s'en retire.
La fusion entre Anizy-le-Château, Faucoucourt et Lizy intervient à la demande des trois conseils municipaux des 12 et 13 juin 2018, permettant la création de la commune nouvelle d'Anizy-le-Grand par un arrêté préfectoral qui prend effet le 1er janvier 2019, dont Lizy devient une commune déléguée.

## Politique et administration

### Rattachements administratifs et électoraux
Lizy se trouve dans l'arrondissement de Laon du département de l'Aisne. Pour l'élection des députés, il fait partie depuis 1988 de la première circonscription de l'Aisne.
Il était depuis 1790 rattaché au  canton d'Anizy-le-Château. Dans le cadre du redécoupage cantonal de 2014 en France, Lizy est rattaché jusqu'à la fusion de 2019 au canton de Laon-1.

### Intercommunalité
Lizy était membre de la communauté de communes des Vallons d'Anizy, créée fin 1997.
Dans le cadre des dispositions de la loi portant nouvelle organisation territoriale de la République (Loi NOTRe) du 7 août 2015, qui prévoit que les établissements publics de coopération intercommunale (EPCI) à fiscalité propre doivent avoir un minimum de 15 000 habitants (sous réserve de certaines dérogations bénéficiant aux territoires de très faible densité), cette intercommunalité fusionne avec la communauté de communes du Val de l'Ailette pour former la communauté de communes Picardie des Châteaux. Lizy en a été membre jusqu'à la fusion de 2019.

### Liste des maires
| Période                                  | Période       | Identité             | Étiquette | Qualité                                           |
| ---------------------------------------- | ------------- | -------------------- | --------- | ------------------------------------------------- |
| Les données manquantes sont à compléter. |               |                      |           |                                                   |
| avant 1878                               | après 1879    | M. Cuvereaux         |           |                                                   |
|                                          | 1973          | Henri Bacquet        |           | Curé de la commune (1922 → 1973) Mort en fonction |
| 1973                                     | 1995          | Josette Cornille     |           |                                                   |
| Les données manquantes sont à compléter. |               |                      |           |                                                   |
| mars 2001                                | décembre 2018 | Jean-Pierre Pasquier | DVD       | Retraité agricole                                 |

### Liste des maires délégués
| Période      | Période                   | Identité             | Étiquette | Qualité                                          |
| ------------ | ------------------------- | -------------------- | --------- | ------------------------------------------------ |
| janvier 2019 | En cours (au 28 mai 2020) | Jean-Pierre Pasquier | DVD       | Retraité agricole Réélu pour le mandat 2020-2026 |

## Démographie
L'évolution du nombre d'habitants est connue à travers les recensements de la population effectués dans la commune depuis 1793. Pour les communes de moins de 10 000 habitants, une enquête de recensement portant sur toute la population est réalisée tous les cinq ans, les populations de référence des années intermédiaires étant quant à elles estimées par interpolation ou extrapolation. Pour la commune, le premier recensement exhaustif entrant dans le cadre du nouveau dispositif a été réalisé en 2004.

En 2022, la commune comptait 285 habitants, en évolution de +9,2 % par rapport à 2016 (Aisne : −1,97 %, France hors Mayotte : +2,11 %).
| 1793 | 1800 | 1806 | 1821 | 1831 | 1836 | 1841 | 1846 | 1851 |
| ---- | ---- | ---- | ---- | ---- | ---- | ---- | ---- | ---- |
| 160  | 289  | 303  | 336  | 328  | 368  | 349  | 309  | 308  |

| 1856 | 1861 | 1866 | 1872 | 1876 | 1881 | 1886 | 1891 | 1896 |
| ---- | ---- | ---- | ---- | ---- | ---- | ---- | ---- | ---- |
| 308  | 290  | 301  | 288  | 279  | 271  | 238  | 242  | 247  |

| 1901 | 1906 | 1911 | 1921 | 1926 | 1931 | 1936 | 1946 | 1954 |
| ---- | ---- | ---- | ---- | ---- | ---- | ---- | ---- | ---- |
| 216  | 236  | 216  | 155  | 154  | 126  | 141  | 146  | 164  |

| 1962 | 1968 | 1975 | 1982 | 1990 | 1999 | 2004 | 2006 | 2009 |
| ---- | ---- | ---- | ---- | ---- | ---- | ---- | ---- | ---- |
| 173  | 244  | 186  | 186  | 193  | 200  | 220  | 223  | 254  |

| 2014 | 2019 | 2022 | - | - | - | - | - | - |
| ---- | ---- | ---- | - | - | - | - | - | - |
| 265  | 294  | 285  | - | - | - | - | - | - |

## Culture locale et patrimoine

### Lieux et monuments
- Église Notre-Dame. Elle contient des fonts baptismaux du XIIe siècle[15] et la dalle funéraire de Margueritte Judis, dame de Droizy, de 1320[16].
- Monument aux morts.
- Château de Lizy.

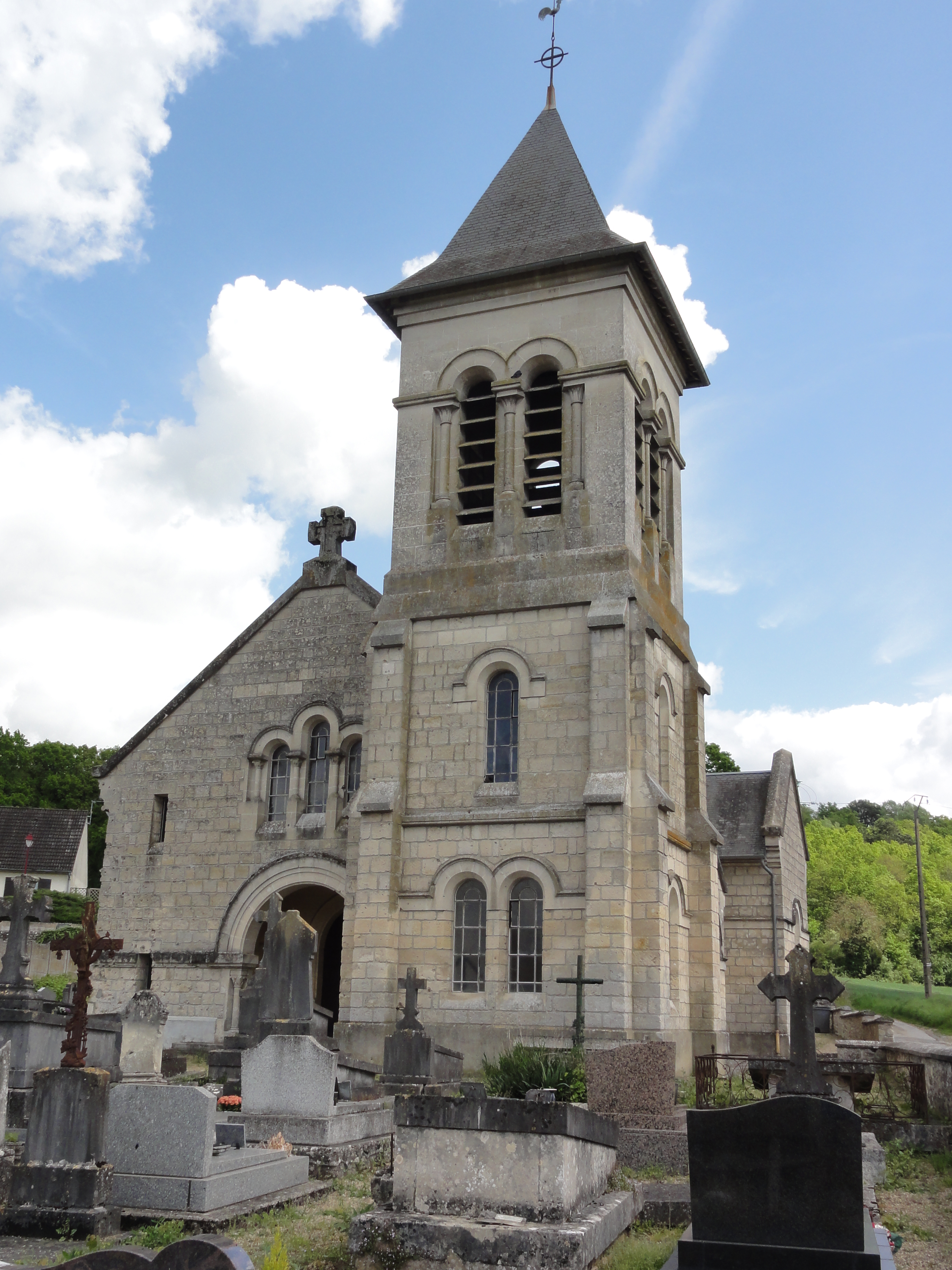
L'église Notre-Dame.
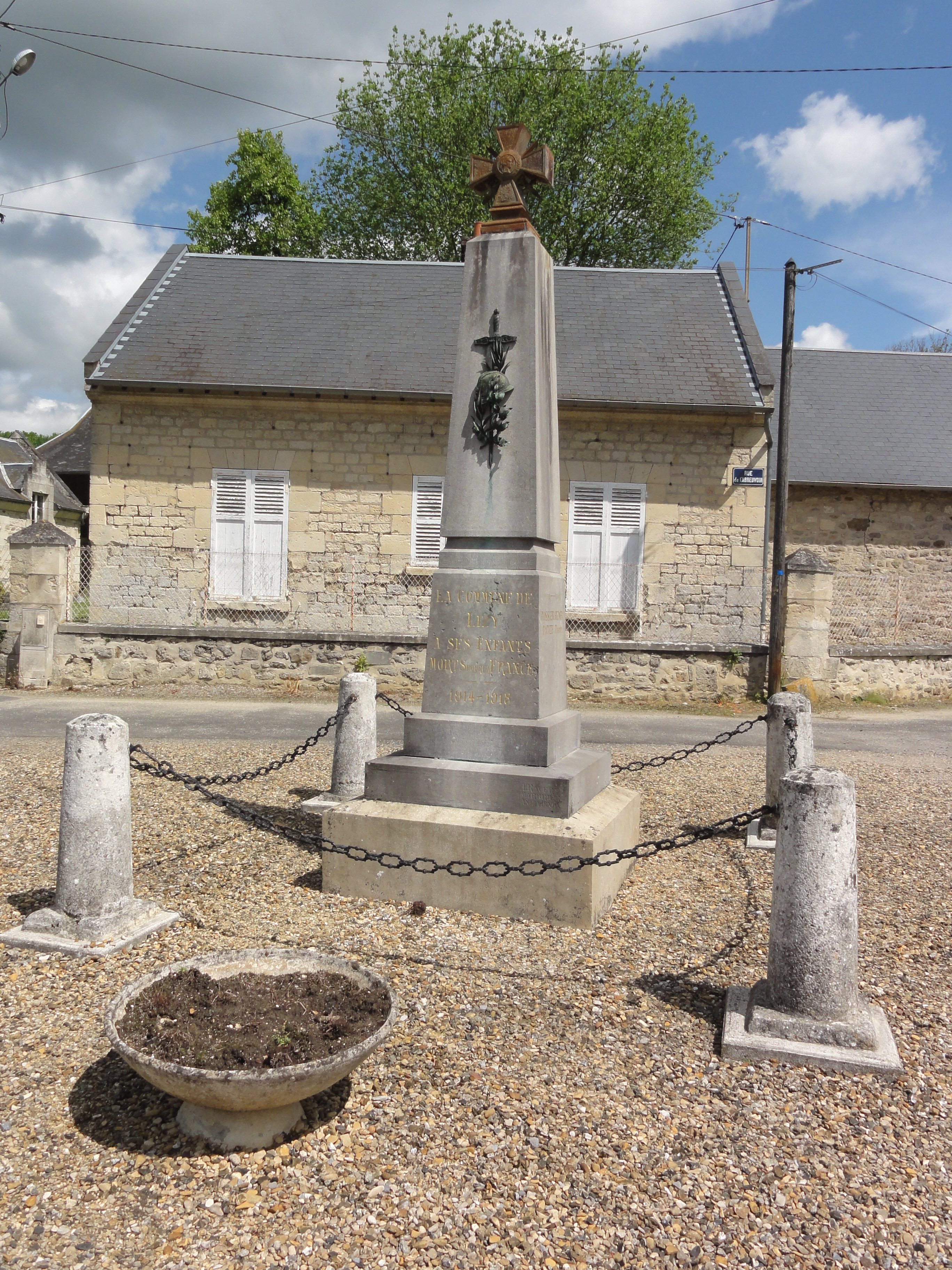
Le monument aux morts.
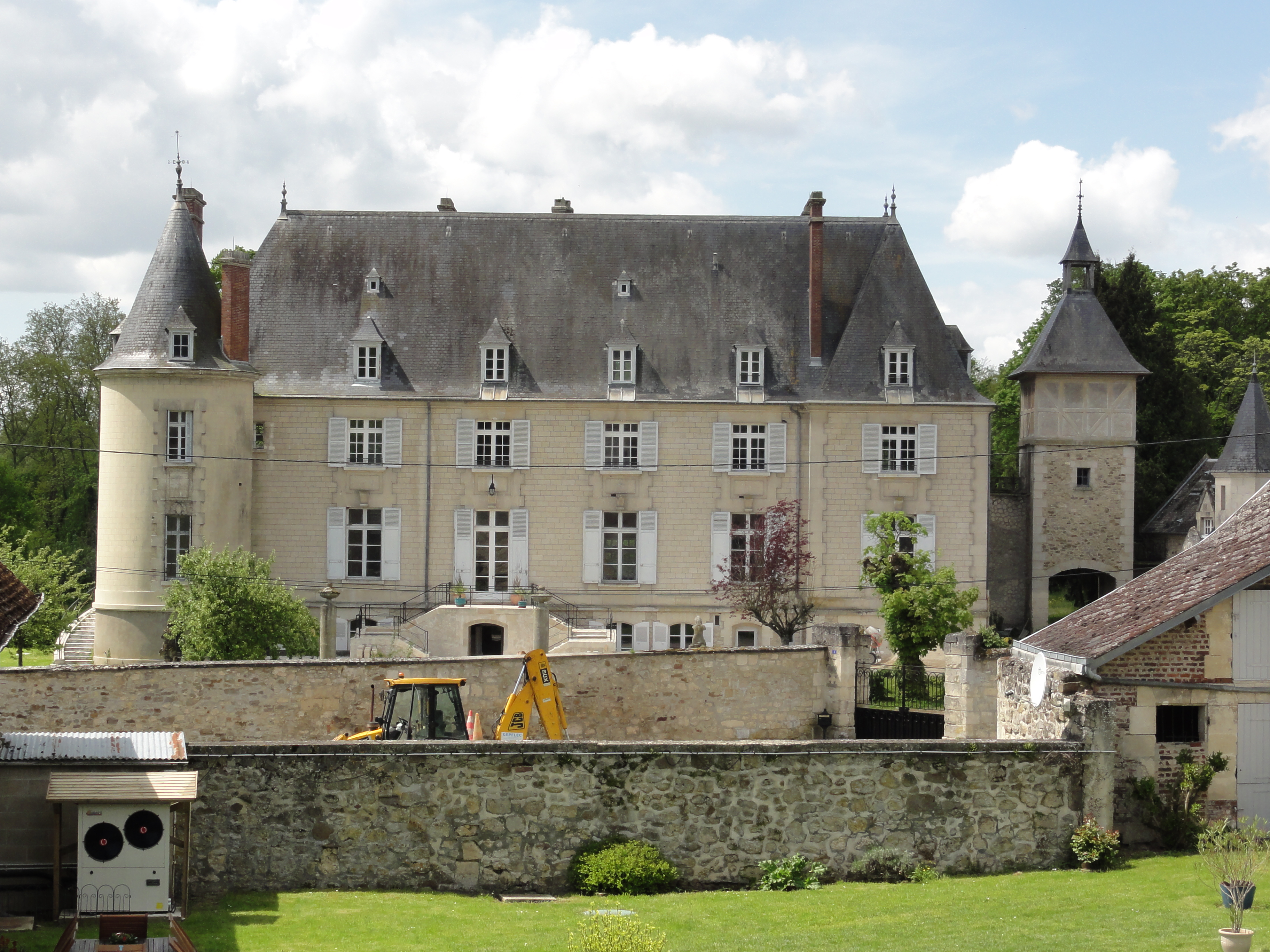
Le château.

### Lizy dans les arts
Lizy est citée dans le poème d'Aragon, Le Conscrit des cent villages, écrit comme acte de Résistance intellectuelle de manière clandestine au printemps 1943, pendant la Seconde Guerre mondiale.